# オール・ザット・ユー・キャント・リーヴ・ビハインド
『オール・ザット・ユー・キャント・リーヴ・ビハインド』 (All That You Can't Leave Behind ) は、アイルランドのロックバンド、U2のアルバムである。

## 概要
ダンスビートの導入など1990年代に大胆な実験を重ねたU2が、21世紀の到来と共にまた新たな方向性を示した作品である。タイトルの"All That You Can't Leave Behind"（置いて行けないものすべて）が示唆する様に、バンドの本質を見つめ直し、シンプルで肯定的な大人のロックを響かせる。フランスのシャルル・ド・ゴール国際空港で撮影されたジャケット写真が新たな音楽の旅に出るU2をイメージさせ、スーツケースにハート（LOVE）を入れたマークがあしらわれている。

『Pop』とPopmartツアーの不評で深く傷ついたバンドは、アルバムの仮タイトルを『U2000』と決めると、旧知のイーノとラノワをプロデューサーに起用し（後でスティーヴ・リリーホワイトも登板）、今度は期限を決めずに散発的にレコーディングを行っていた。その際、バンドが導き出した答えはバンドサウンド回帰で、90年代は意図的に封印していたU2特有の「チャイムのような音」を全開に解き放つことだった。
音楽が現実世界と出会うということに、僕らは胸を躍らせていたんだ。今作に着手する前、僕らが考えていたのは、人々はもうロック・アルバムを買ったりしないんだろうってことだった。最近増加しつつあるブログレッシヴ・ロック病のせいでね。そこではシングルのことは忘れ去られている。僕らの頭の中では、今回のアルバムのために11のシングル曲を書いてきたことになっているんだ（ボノ）
とはいえ、当時はまだ新しいサウンドを求めていたバンドは、一時期『Beautiful Day』をあまりにもU2ぽいという理由でお蔵入りするつもりだったほど、この路線に及び腰だったのだが、結果は吉と出て、この原点回帰路線はファンや音楽評論筋で高評価され、デビュー20年目にして1000万枚以上のセールスを上げるメガヒットとなり、グラミー賞において多数の賞を獲得した。最優秀レコード部門では、同一アルバムから2年連続で受賞曲を出した唯一の例である。
- 最優秀楽曲賞 - Beautiful Day（2001年）
- 最優秀レコード賞 - Beautiful Day（2001年）
- 最優秀レコード賞 - Walk On（2002年）
- 最優秀ロック・アルバム賞（2002年）
- 最優秀ロック・グループ賞 - Beautiful Day（2001）
- 最優秀ロック・グループ賞 - Elevation（2002）
- 最優秀ポップ・グループ賞 - Stuck in a Moment You Can't Get Out Of（2002年）

「エレヴェイション」はライブツアーのタイトルとなり、映画『トゥームレイダー』の主題歌としても知られる。「ウォーク・オン」は自宅軟禁中のアウンサンスーチーを励ます曲、「スタック・イン・ア・モーメント」はボノが自殺した親友マイケル・ハッチェンス（INXSのヴォーカル）へ捧げた曲である。日本盤ボーナストラック「ザ・グラウンド・ビニース・ハー・フィート」は、ボノが原案・プロデュースを手がけた映画『ミリオンダラー・ホテル』の主題歌。作家サルマン・ラシュディの同名小説中の詩をもとに作曲したものである。
UK盤、オーストラリア盤、日本盤には『ミリオンダラー・ホテル』のサントラに提供した「The Ground Beneath Her Feet」が収録されている。
『ローリング・ストーン誌が選ぶオールタイム・ベストアルバム500』に於いて、280位にランクイン。

## ミャンマーでの放送禁止
ミャンマーでは、このアルバムが放送禁止にされている。収録曲「ウォーク・オン」が同国民主化運動指導者であるアウンサンスーチーに捧げた曲であるため、同アルバムや同曲シングルなど関連作品をミャンマーで所持していた事が判明した場合は10年から20年間刑務所に送られる。

## 収録曲

### 楽曲一覧
| 全作曲: U2。 |                                                |                  |            |                                                                        |      |
| #            | タイトル                                       | 作詞             | 作曲・編曲 | プロデューサー                                                         | 時間 |
| 1.           | 「ビューティフル・デイ」                       | ボノ             | U2         | ラノワ、イーノ、リリーホワイト                                         | 4:06 |
| 2.           | 「スタック・イン・ア・モーメント」             | ボノ、ジ・エッジ | U2         | ラノワ、イーノ                                                         | 4:32 |
| 3.           | 「エレヴェイション」                           | ボノ             | U2         | ラノワ、イーノ                                                         | 3:45 |
| 4.           | 「ウォーク・オン」                             | ボノ             | U2         | ラノワ、イーノ、リリーホワイト(add)                                    | 4:55 |
| 5.           | 「カイト」                                     | ボノ、ジ・エッジ | U2         | ラノワ、イーノ                                                         | 4:23 |
| 6.           | 「イン・ア・リトル・ワイル 」                  | ボノ             | U2         | イーノ、ラノワ、リチャード・スタンダード＆ ジュリアン・ギャラガー(add) | 3:39 |
| 7.           | 「ワイルド・ハニー 」                          | ボノ             | U2         | イーノ、ラノワ                                                         | 3:47 |
| 8.           | 「ピース・オン・アース」                       | ボノ             | U2         | ラノワ、イーノ、マイク・ヘッジス(add)                                  | 4:46 |
| 9.           | 「ホエン・アイ・ルック・アット・ザ・ワールド」 | ボノ、ジ・エッジ | U2         | イーノ、ラノワ                                                         | 4:15 |
| 10.          | 「ニューヨーク」                               | ボノ             | U2         | イーノ、ラノワ                                                         | 5:28 |
| 11.          | 「グレイス」                                   | ボノ             | U2         | ラノワ、イーノ                                                         | 5:31 |
| 合計時間:    | 合計時間:                                      | 合計時間:        | 合計時間:  | 49:05                                                                  |      |

### 楽曲解説
- カイト - Kite
ダブリン湾を見下ろすキルニー・ヒルでボノが娘たちと凧揚げをしている時にアイデアが浮かんだ曲。凧が強風に煽られて糸が切れ、ボロボロになってしまい、娘たちが家に帰って『たまごっち』をやりたいと言ったという経験から、愛する者を凧に喩えて、やがてコントロールが効かなくなり、自分の手から離れていってしまう様を歌ったもの。ボノは自分から娘たちに書いた曲だと思っていたが、エッジから「いや、君の父親（ボブ・ヒューソン）――当時、末期癌で闘病中だった――のことを書いたものだ」と指摘され、ヴォーカルを吹き込む時、突然、自分が子供の頃にダブリン郊外のスケリーズかラッシュで父親と一緒に凧揚げをした時、まったく同じようなことがあったことを思い出し、この曲が父親か自分へ宛てた曲だということに気づいたのだった[1]。曲は唐突ともえいるニューメディアに関する言及で終わるが、これは最後に父親の視点から自分の視点に戻し、自分から娘たちに宛てた曲でもあることを彼女たちに理解してもらう効果を狙ってのこと。ボノとエッジのお気に入りの曲。
Elevationツアー中にボブが亡くなると、この曲は特別な意味を持つようになり、ボノは「The last of the rock stars」という歌詞を「The last of the opera stars」と替えて歌った。若き日のボブはオペラ歌手が夢だったのだ。Vertigoツアーのオーストラリア、ニュージーランド・レグでは、しばしライブの最後に演奏され、「Window in the Skies」のシングルのB面には、06年11月11日のシドニー公演の演奏が収録されている。その際、アボリジニの金管楽器であるディジュリドゥが使われている[5]。
- イン・ア・リトル・ワイル - In a Little While
ジャムセッションから生まれた曲で、睡眠不足でスタジオにやって来たボノがマイクの前で即興で歌詞とメロディを捻り出した。ボノからアリへ向けたラブソングで、それは「A little girl with Spanish eyes」という歌詞にも現れている。その名も「Spanish Eyes」というタイトルの曲があることからも分かるとおり、ボノはアリの容貌をしばし「スペイン人のよう」と形容している。ボノ曰く「恋に夢中になっている酔っぱらいの曲」だったのだが、ジョーイ・ラモーンがこの曲を聴きながら亡くなったという話を聞いて、ゴスペルソングになったと述べている[1]。
Elevationツアーの約半分で演奏され、DVD「Elevation 2001: Live from Boston」に収録されているヴァージョンでは、ボノはこの曲をジョーイ・ラモーンに捧げている。
ホセ・パディーヤというスペインのDJが編集した「Café del Mar: The Best of Compiled by José Padilla」 (2003)という人気コンピに「In a Little While (N.O.W. Remix)」を提供。Café del Marというのは夕焼けとチルアウトミュージックで有名なイビサにあるバーの名前。
イケメンバンドのHanson（2005年）と『スタートレック』のカーク船長役で有名なウィリアム・シャトナー（2011年）がカバーしている。
2005年Qマガジンが選ぶ究極の音楽コレクションで、The Killersのブランドン・フラワーズが、自身が選ぶ20曲にこの曲を選んでいる。[6]
- ワイルド・ハニー - Wild Honey
エッジ曰くアルバムの分岐点となる曲で、The Beatlesの「Ob-La-Di, Ob-La-Da」に似ていると思っていたのだという。あまりにもU2らしさがないので、アルバムに収録するか否かで喧々諤々の議論があったが、イーノがヴァン・モリソン風だといって気に入っていたので、収録することになった。ラリーはあまり気に入っていないらしく「滅多に見られないU2の遊び心があるけど、好きな曲じゃない」と述べており、ラノワも古風な曲と述べている[1]。Elevationツアーで11回演奏されただけである[7]。トム・クルーズ主演の2001年のアメリカ映画『バニラ・スカイ』の劇中で使われているがサントラ未収録。
- ピース・オン・アース - Peace on Earth
1998年8月15日、北アイルランドのオマーで、真のIRAによる爆弾テロ事件が起き、死者29名、負傷者220名を出す大惨事となった。その夜、ボノはテロの犠牲者に捧げるためにこの曲を一晩で書き上げた[1]。歌詞には犠牲者の名前が羅列されている。2001年9月11日のアメリカ同時多発テロ事件後はアメリカのラジオ局で何度も流れされ、アルバムのセールスに一役買った。
Elevationツアーでは「Walk On」のイントロとして3度歌われた。9.11直後のテロ犠牲者追悼番組「America: A Tribute to Heroes」でも「Walk On」のイントロで歌われ、その際、「I'm sick of hearing again and again that there's gonna be peace on Earth」という歌詞を「I'm sick of hearing again and again that there's never gonna be peace on Earth」と替えて歌った。[8]
- ホエン・アイ・ルック・アット・ザ・ワールド - When I Look at the World
曲のテーマは信仰の危機。チェルノブイリの被害者救済の問題に取り組んでいるアリのことを歌っているという評もある。ボノ抜きの3人で仕上げたのだが、あまりにすぐにレコーディングしたため、エッジはギターの弾き方を忘れてしまい、おかげでライブでは1度も演奏されたことがない[1]。2001年11月27日のカンザスシティ公演で、「Bad」の挿入歌として歌われたのが、いかなる形であれ、この曲が演奏された唯一の機会である[9]。
- ニューヨーク - New York
ニューヨークに縁の深いフランク・シナトラとルー・リードに捧げた曲。ボノはニューヨークに家を持っているくらい、この街が好き。当初2人の名前を歌詞に入れようとしたが、上手く行かなかった。ちなみにルー・リードは、アルバム『New York』に収録の「Beginning Of A Great Adventure」という曲の歌詞にボノの名前を登場させたことがある。
「Electrical Storm」のシングルに Jimmy "KLF" Cautyによる「Nice Mix」「Nasty Mix」が収録されている。
- グレイス - Grace
歌詞の中にボノの好きな人たちを何人も織り交ぜ、彼らが体現している「Grace」がカルマをひっくり返すという曲。ライブでは1度も演奏されたことがない。[1]

## 評価

### イヤーオブ
- 2000年ローリングストーン年間ベストアルバム第2位[10]
- 2000年ヴィレッジ・ボイスPazz＆Jopアルバムリスト第7位[11]
- 2000年スピン年間ベストアルバム第20位[12]
- 2000年Qマガジン年間ベストアルバム[13]
- 2000年ロバート・クリストガウが選ぶ年間ベストアルバム第71位[14]
- 2000年オルタナティブ・プレス（US）年間ベストアルバム第19位[15]
- 2000年OOR（オランダ）年間トップ１０アルバム第9位[16]
- 2000年ロックスター（イタリア）年間ベストアルバム第2位[17]
- 2000年Buscadero（イタリア）年間ベストアルバム第41位[17]
- 2000年Humo（フランス）年間ベストアルバム第6位[18]
- 2000年ホットプレス・アワード・ベストアルバム賞
- 2001年ローリングストーン読者が選ぶ年間ベストアルバム第1位[10]
- 2001年ヴィレッジ・ボイスPazz＆Jopアルバムリスト第132位[19]
- 2001年アミーゴ・アワード（スペイン）最優秀インターナショナル・アルバム賞
- 2001年メテオラ・ミュージック・アワード最優秀アイリッシュロックグループアルバム賞
- 2002年メテオラ・ミュージック・アワード最優秀アイリッシュロックアルバム賞
- 2002年グラミー賞最優秀ロック・アルバム賞

### オールタイム
- 2002年ローリングストーン読者が選ぶトップ１100のアルバム第15位[20]

- 2003年ローリングストーンが選ぶアルバム500第139位[21]
- 2005年死ぬ前に聴いておくべきアルバム1001[22]
- 2006年Qマガジン読者が選ぶベストアルバム100第53位[23]
- 2006年BBCレディオ２が選ぶオールタイムベストアルバム第82位[24]
- 2010年ローリングストーンが選ぶ00年代ベストアルバム100/13位[25]
- 2011年Qマガジンが選ぶ人生のアルバム250第46位[26]
- 2012年ローリングストーンが選ぶアルバム500第280位[27]
- Mojoが選ぶモダンクラシックアルバム100第84位[28]